# Rok Ažnoh
Rok Ažnoh (9 settembre 2002) è uno sciatore alpino sloveno.

## Biografia
Attivo dal novembre del 2018, Ažnoh ha esordito in Coppa Europa il 28 febbraio 2020 a Kvitfjell in discesa libera (59º), ai Campionati mondiali a Cortina d'Ampezzo 2021, dove non si è qualificato per la finale nello slalom gigante e si è classificato 11º nella gara a squadre, e in Coppa del Mondo il 14 novembre 2021 a Lech/Zürs in parallelo (44º); ai Mondiali juniores di Sankt Anton am Arlberg 2023 ha vinto la medaglia d'oro nella discesa libera e ai successivi Mondiali di Courchevel/Méribel 2023 si è piazzato 25º nel supergigante e non ha completato la combinata. Il 30 gennaio 2025 ha conquistato a Orcières in discesa libera il primo podio in Coppa Europa (2º) e ai successivi Mondiali di Saalbach-Hinterglemm 2025 è stato 35º nella discesa libera e 31º nel supergigante; non ha preso parte a rassegne olimpiche.

## Palmarès

### Mondiali juniores
- 1 medaglia:
  - 1 oro (discesa libera a Sankt Anton am Arlberg 2023)

### Coppa Europa
- Miglior piazzamento in classifica generale: 16º nel 2025
- 2 podi:
  - 1 secondo posto
  - 1 terzo posto

### Campionati sloveni
- 7 medaglie:
  - 2 ori (combinata nel 2022; slalom gigante nel 2024)
  - 5 argenti (slalom speciale, slalom parallelo nel 2021; supergigante nel 2022; supergigante, combinata nel 2023)